# Arctosa kadjahkaia
Arctosa kadjahkaia este o specie de păianjeni din genul Arctosa, familia Lycosidae, descrisă de Roewer, 1960.
Este endemică în Afghanistan. Conform Catalogue of Life specia Arctosa kadjahkaia nu are subspecii cunoscute.